# Karaahmetler, Bozdoğan
Karaahmetler là một xã thuộc huyện Bozdoğan, tỉnh Aydın, Thổ Nhĩ Kỳ. Dân số thời điểm năm 2010 là 311 người.